# 猴场镇 (威宁彝族回族苗族自治县)
猴场镇，是中国贵州省毕节地区威宁彝族回族苗族自治县下辖的一个乡镇级行政单位。

## 行政区划
猴场镇共辖以下地区：
街上村、群发村、保坪村、桥梁村、葡萄村、巴西村、中营村、新建村、长冲村、木块村、藤桥村、格寨村、倮佅村、发纠村、平洞村、穿洞村。